# Carpias brucei
Carpias brucei là một loài chân đều trong họ Janiridae. Loài này được Monod miêu tả khoa học năm 1974.